# 赤羽学
赤羽 学（あかばね まなぶ、あかはね まなぶ、1928年11月30日 - 2021年4月6日）は、日本の国文学者。岡山大学名誉教授。

## 略歴
長野県松本市生まれ。1953年東北大学文学部国文科卒業、1957年同大学院修士課程修了。1972年「芭蕉俳諧の精神」で、文学博士（東北大学）の学位を取得。岡山大学法文学部助教授、文学部教授、1995年定年退官、名誉教授、安田女子大学教授。1971年文部大臣賞受賞。。
日本文学における伝誦過程、芭蕉を通して見られる日本文芸の理念および現代に及ぼした影響を研究する。
2009年4月瑞宝中綬章受章。

## 著書
- 『芭蕉俳諧の精神』清水弘文堂書房 1970
- 『芭蕉の更科紀行の研究』教育出版センター 1974
- 『続・芭蕉俳諧の精神』清水弘文堂 1984
- 『芭蕉俳句鑑賞』清水弘文堂 1987
- 『幽玄美の探究』清水弘文堂 1988
- 『芭蕉俳諧の精神 総集篇』清水弘文堂書房 1994
- 『発句で読む芭蕉の生と死』翰林書房 1997

### 共著・校訂
- 『芭蕉紀行集 第1 (野ざらし紀行・鹿島詣)』弥吉菅一,檀上正孝共著 明玄書房 1967
- 各務支考『芭蕉翁追善之日記』責任編集 福武書店 岡山大学国文学資料叢書 1974
- 『異本武蔵鐙と研究』松浦公平共編著 未刊国文資料刊行会 1977
- 松永貞徳『校注俳諧御傘』編著 福武書店 1980
- 『表現学大系 各論篇 第8巻 俳諧の表現』松岡満夫,丸山一彦共著 教育出版センター新社 1988
- 『松尾芭蕉』編著 蝸牛社 蝸牛俳句文庫　1993
- 『新続犬筑波集』編 ベネッセコーポレーション 岡山大学国文学資料叢書　1995

## エッセイ
谷川健一が主宰した同人誌　青にエッセイを記載している。
- 「父帰る」青　No.3 p.104, 2000年　自分が研究者になった経緯を述べている。
- 「私はザリガニです」No.4 p.136, 2001年
- 「ある小説の梗概」No.5 p.141,2002年
- 「マナブ」No.6 p.19 2004年　自分の少年期の優秀さを述べている。
- 「過ちて改めざる、これを過ちと謂う」No.7 p.127, 2005年 奥の細道の自筆原稿本と称するものを買ったが偽物と見破った。
- 「最後の試験」No.7 p.129, 2005年　東北大学大学院への試験について書いている。